# 胡利安·坎波
胡利安·坎波·赛恩斯·德罗萨斯（西班牙語：Julián Campo Sainz de Rozas，1938年6月19日—）是西班牙政治经济学家。1982年至1985年担任西班牙公共工程与城市规划大臣。

## 生平
1938年出生于比斯开省格乔，毕业于马德里康普顿斯大学经济学专业。1977年至1980年在西班牙政府经济与财政部担任经济监察长。1982年12月3日至1985年7月5日出任公共工程与城市规划大臣。